# Gail Amundrud
Gail Amundrud   (Toronto, 6 d'abril de 1957), coneguda posteriorment amb el nom de casada Gail Beattie, és una nedadora canadenca, ja retirada, especialista en estil lliure, que va competir durant la dècada de 1970.
El 1976 va prendre part en els Jocs Olímpics d'Estiu de Mont-real, on va disputar tres proves del programa de natació. Va guanyar la medalla de bronze en els 4x100 metres lliures, formant equip amb Becky Smith, Barbara Clark i Anne Jardin, mentre en els 200 metres lliures fou cinquena i en els 100 metres lliures quedà eliminada en semifinals. El boicot canadenc als Jocs de Moscou de 1980 impedí la seva participació en uns segons Jocs.
En el seu palmarès també destaquen dues medalles de bronze al Campionat del Món de natació de 1975, quatre medalles de plata i dues de bronze als Jocs Panamericans de 1975 i 1979 i tres medalles d'or, una de plata i una de bronze als Jocs de la Commonwealth de 1974 i 1978. Es va retirar el 1981, un cop llicenciada a la Universitat Estatal d'Arizona.